# Folke Havekost
Folke Havekost (* 1973) ist ein deutscher Journalist und Autor fußballgeschichtlicher Fachbücher.

## Leben
Havekost studierte die Fächer Politik und Geschichte.
Er verfasste mehrere Fußballsachbücher, darunter „Die Olympiasieger von der Allee. Die Geschichte des SC Teutonia 1910 aus Altona“, „Helmut Schön – Der Mann mit der Mütze“, „Gerd Müller. Schrecken im Strafraum“, „Borussia Mönchengladbach: Die Fohlen-Elf“, „Fußballweltmeisterschaft 1930 Uruguay“, „Fußballweltmeisterschaft 1974 Deutschland“ (alle gemeinsam mit Volker Stahl) und „Fußball in Hamburg zwischen 1933 und 1945“.
Als freier Journalist war beziehungsweise ist Havekost unter anderem für die Hamburger Morgenpost, die Kieler Nachrichten, die Financial Times Deutschland, das Hamburger Amateurfußballportal hafo.de, die Zeitung Neues Deutschland, das Hamburger Abendblatt, die Junge Welt, die Fußballzeitschrift Rund, Die Welt, das Elbe-Wochenblatt, Die Tageszeitung (TAZ), das Magazin Der Spiegel und als Redaktionsleiter der Vereinszeitschrift des Eimsbütteler TV tätig. Er befasst sich in seinen Artikeln meist mit dem Amateurfußball und Fußballgeschichte, teils aber auch mit politischen und gesellschaftlichen Themen außerhalb des Fußballsports, bei der TAZ war er Mitte der 1990er Jahre für die Berichterstattung über den Hamburger SV zuständig. Des Weiteren schrieb Havekost für Zeitungen, die unter der Anhängerschaft des FC St. Pauli herausgegeben wurden.